# Aeródromo de Tornquist
El Aeródromo de Tornquist es un aeropuerto ubicado 2 km al este de la ciudad de Tornquist, provincia de Buenos Aires, Argentina.